# Народное государство Бавария
Народное государство Бавария (нем. Volksstaat Bayern) — недолговечное социалистическое государство в Баварии. Было создано 8 ноября 1918 года во время немецкой революции как попытка создать социалистическое государство на месте Королевства Бавария. Государством руководил Курт Эйснер до его убийства в феврале 1919 года. С 6 апреля Народное государство Бавария сосуществовало с соперничающей Баварской советской республикой. Было распущено после создания Свободного Государства Бавария 14 августа 1919 года.

## Правительство Эйснера
7 ноября 1918 года, в ходе начавшейся Ноябрьской революции, Эйснер совместно с лидером революционного крыла Баварского крестьянского союза Людвигом Гандорфером возглавил начавшиеся в Мюнхене массовые демонстрации против монархии Виттельсбахов. В ночь на 8 ноября на заседании Мюнхенского совета рабочих и солдатских депутатов он объявил короля Людвига III низложенным, а Баварию — социалистической республикой. 8 ноября Советом было сформировано временное правительство, в котором Эйснер стал премьер-министром и министром иностранных дел.

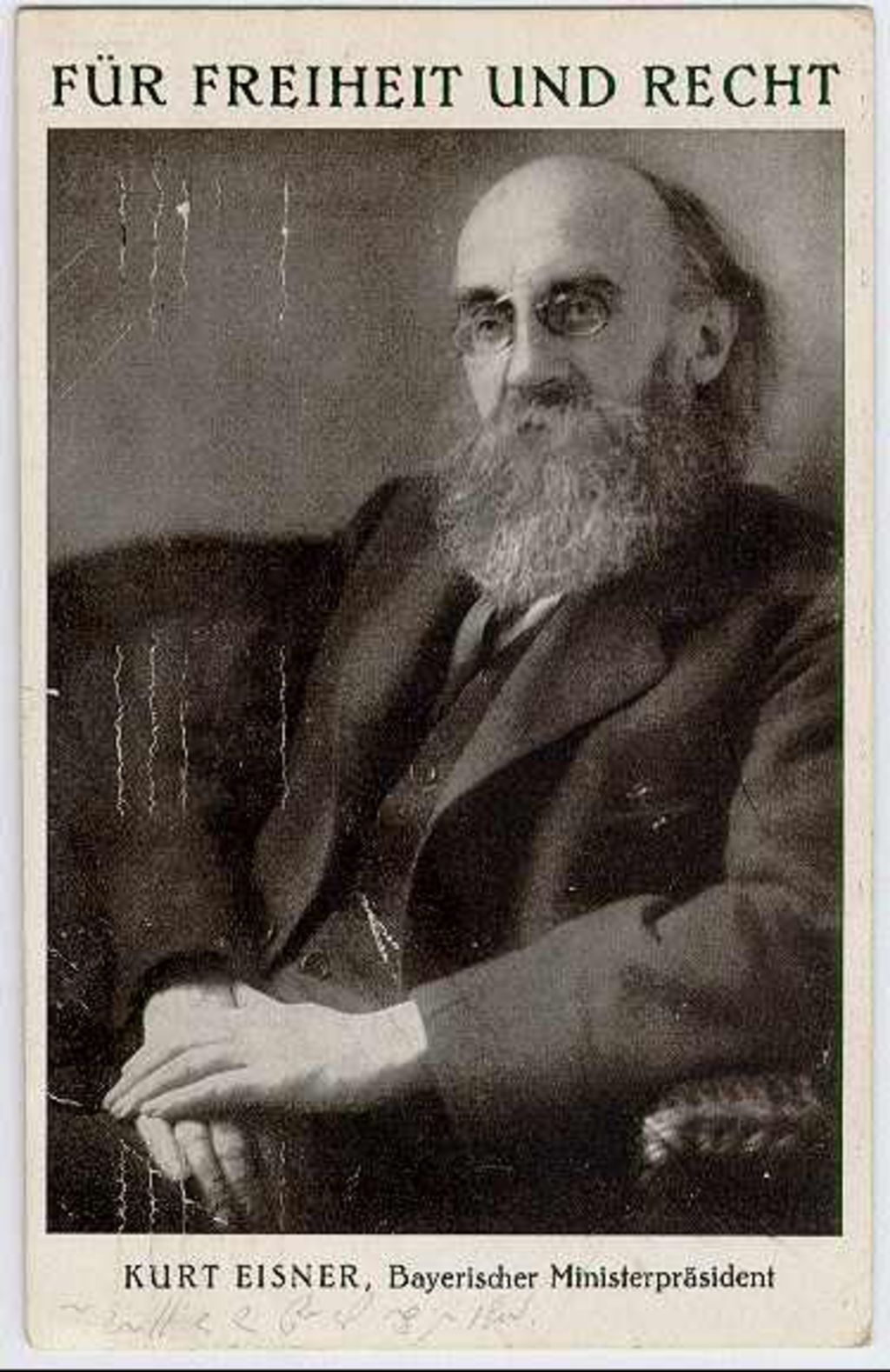
Курт Эйснер, министр-президент Народного государства Бавария

12 ноября 1918 года король Баварии Людвиг III подписал Анифскую декларацию, освобождавшую от присяги как гражданских, так и военных. Недавно сформированное правительство Эйснера истолковало это как отречение от престола, хотя ни один член королевского дома Виттельсбахов никогда официально не отказывался от престола.
Хотя Эйснер по убеждениям был социалистом и выступал за социалистическое государство, он с самого начала заявил, что его программа в корне отличается от программы большевиков и гарантирует защиту частной собственности. Лев Троцкий позже писал, что правительство Эйснера «возбудило против себя недовольство как пролетариата, так и буржуазии своей нерешительной политикой». В феврале Эйснер был убит.

## После Эйснера
21 февраля 1919 года Эйснер был застрелен правым националистом Антоном Графом фон Арко ауф Вэлли, титулованным аристократом и бывшим кавалеристом, который верил в «миф об ударе ножом в спину», согласно которому евреи, социалисты и другие нежелательные элементы стали причиной поражения Германии в Первой мировой войне. Прусский еврей и занимавший во время войны пацифистскую позицию социалист Эйснер был идеальной мишенью для мести. Кроме того, он несколько недель занимал свой пост вопреки воле большинства избирателей, и, что важнее всего, в своём выступлении на социалистическом конгрессе в Берне он обвинил Германскую империю в развязывании Мировой войны, подтвердив свои слова публикацией выдержек из баварских документов (и опустив некоторые важные моменты).
Убийство Эйснера вызвало беспорядки в Баварии; солдатские и рабочие советы объявили всеобщую забастовку и раздали оружие своим стронникам, что спровоцировало объявление чрезвычайного положения. Происходили массовые демонстрации и похищение аристократов, Мюнхенский университет был закрыт, раздавался звон церковных колоколов. Поддержка левых в это время была больше, чем когда-либо прежде, даже когда был жив сам Эйснер.
Власть перешла к Центральному совету под руководством Эрнста Никиша. Затем, 17 марта 1919 года, новому лидеру умеренных социалистов (СДПГ) Иоганнесу Гофману (Хоффманну), антимилитаристу и бывшему школьному учителю, удалось сколотить парламентское коалиционное правительство, но уже через месяц, в ночь с 6 на 7 апреля, коммунисты и анархисты, воодушевленные известием о революции в Венгрии, провозгласили Баварскую советскую республику (БСР) во главе с Эрнстом Толлером. Толлер призвал несуществующую «Баварскую Красную Армию» поддержать новую диктатуру пролетариата и беспощадно бороться с любым контрреволюционным поведением.
Правительство Гофмана бежало в Бамберг, при этом большинство министров ушли в отставку. Войска, верные правительству Гофмана, сделали попытку контрпереворота, но она окончилась неудачей. В столкновениях с «красной армией» погибли двадцать человек.
Вскоре соперничающие правительства вступили в военное столкновение. 18 апреля вблизи Дахау 8 000 солдат Гофмана встретились с 30 000 солдат Советской республики. В первом сражении при Дахау победу одержали войска коммунистов, возглавляемые Эрнстом Толлером, но в итоге социал-демократ Гофман заключил союз с правыми фрайкорами, выставившими отряд из 20 000 человек под командованием генерал-лейтенанта Бургарда фон Овена. Войска Овена взяли Дахау и окружили Мюнхен. В панике красный комендант Мюнхена Рудольф Эгильхофер приказал казнить заложников. 1 мая Фрайкор прорвал оборону Мюнхена, и 6 мая после казни 1000—1200 коммунистов и анархистов Овен объявил, что город взят под контроль, что положило конец Баварской советской республике.
Активными участниками отрядов фрайкора, подавлявших БСР, были многие будущие могущественные члены нацистской партии, в том числе Рудольф Гесс.
14 августа 1919 года была принята Бамбергская конституция, положившая начало Свободному государству Бавария в составе новой Веймарской республики.

## Последствия
Непосредственным следствием существования Народного Государства Бавария и Баварской Советской Республики было привитие баварскому народу ненависти к левому правлению. Во время существования этих двух государств в Баварии царила нужда, цензура, ограничение гражданских свобод, всеобщий хаос и анархия. Эти чувства постоянно подкреплялись правой пропагандой не только в Баварии, но и во всем рейхе, где «Красная Бавария» преподносилась как наглядный урок ужасов социализма и коммунизма. Таким образом, правые радикалы смогли спровоцировать и подпитать страхи крестьян и среднего класса. Отдельные течения баварского правого экстремизма нашли общего врага в левых, и Бавария стала оплотом реакции и контрреволюции.
После распада двух социалистических государств между Коммунистической партией (КПГ) и Социал-демократической партией (СДПГ) установилась неприязнь, которая помешала им сотрудничать. Коммунисты считали социал-демократов предателями революции, а социал-демократы обвиняли коммунистов в дискредитации левых идей и работе на Москву. Раскол левых сыграл на руку нацистской партии, поскольку только парламентская коалиция КПГ и СДПГ могла предотвратить приход нацистов к власти. Даже на пике своей популярности у нацистов не было достаточно делегатов в Рейхстаге, чтобы противостоять объединенным левым.

### Комментарии
1. ↑  Официальное название Баварии в настоящее время
2. ↑  Volksstaat  Bayern также переводилось как Народная республика Бавария и Баварская республика [1]
3. ↑  Советскую республику в это время возглавляли три русских эмигранта, в том числе Евгений Левине.
4. ↑  Это рассматривалось как нем. Schreckenensherrschaft — «власть ужаса»